# جون مينجيلت
جون مينجيلت (بالإنجليزية: John Mengelt)‏ مواليد 16 أكتوبر 1949 في لاكروس، هو لاعب كرة سلة أمريكي معتزل بدأ مسيرته الاحترافية في سنة 1971. تم اختياره من قبل فريق سكرامنتو كينغز خلال الدرافت وحمل الرقم 15. يبلغ طوله 6 قدم 2 بوصة (1.9 م). اعتزل اللعب في 1981. أحرز خلال مسيرته في الإن بي إيه 6218 نقطة بمعدل 9.8 نقاط في المباراة الواحدة.

## المسيرة الاحترافية
لعب مع سكرامنتو كينغز من سنة 1971 إلى 1973، ثم لعب مع ديترويت بيستونز من سنة 1972 إلى 1976، ثم لعب مع شيكاغو بولز من سنة 1976 إلى 1980، ثم لعب مع يوفي كازيرتا باسكت في الدوري الإيطالي في موسم 1980–1981، ثم لعب مع غولدن ستايت ووريورز في سنة 1981.

## روابط خارجية
- جون مينجيلت على موقع إن بي أي (الإنجليزية)
- جون مينجيلت على موقع سبورتس رفرنس (الإنجليزية)
- جون مينجيلت على موقع كلية كرة السلة في سبورتس رفرنس.كوم (الإنجليزية)
- جون مينجيلت على موقع ريلجم (الإنجليزية)
- جون مينجيلت على موقع بروبوليرز (الإنجليزية)